# Friedel Läpple
Friedel Läpple (* 20. Juni 1938 in Schiffweiler) ist ein deutscher Politiker (SPD).

## Ausbildung und Beruf
Nach seiner Schulausbildung besuchte Läpple ein Lehrerseminar und studierte anschließend an der Pädagogischen Hochschule des Saarlandes und der Universität Tübingen. Danach arbeitete er als Sonderschullehrer sowie als Leiter einer Sonderschule im Landkreis St. Wendel. 

## Politik
Das SPD-Mitglied gehörte dem Landtag des Saarlandes von der sechsten bis zur elften Legislaturperiode (1970–1999) an. Als Fraktionsvorsitzender (1973–1985), Chef der saarländischen SPD (1970–1977) und Mitglied des SPD-Bundesvorstandes (1973–1979) war Läpple bei der Landtagswahl 1975 Spitzenkandidat seiner Partei; trotz Stimmenmehrheit konnten die Oppositionsparteien SPD und FDP/DPS jedoch nicht die absolute Mehrheit der Sitze erreichen.
Nach dem Regierungswechsel im Jahr 1985 wurde er saarländischer Innenminister im Kabinett von Oskar Lafontaine. Dieses Amt bekleidete er bis 1999. Er ist damit der bundesdeutsche Innenminister mit der bislang längsten Amtsdauer. 
Seine Bücher Profit durch Krankheit und Gesundheit ohne Ausbeutung, die sich mit den Möglichkeiten der Reformierung des Gesundheitswesens beschäftigten, sorgten Ende der 1970er Jahre für Wirbel in der Ärzteschaft.
Siehe auch Kabinett Lafontaine I, Kabinett Lafontaine II, Kabinett Lafontaine III, Kabinett Klimmt

## Ehrungen
- 1985: Saarländischer Verdienstorden[1]
- 2009: Verdienstkreuz 1. Klasse der Bundesrepublik Deutschland

## Familie
Friedel Läpple ist in 2. Ehe verheiratet. Mit seiner 1. Ehefrau, Karin Läpple, geb. Rippel (2019 gestorben) hat er 2 Kinder. Kai Läpple, Master of Advanced Studies, Leadership and Change Management. Evelyn Wurster, geb. Läpple, ist Heilpraktikerin und Autorin in Esslingen am Neckar. Er hat außerdem zwei Enkelkinder.

## Veröffentlichungen
- Profit durch Krankheit? Das Gesundheitswesen aus Arbeitnehmersicht. Verlag Neue Gesellschaft, Bonn 1975. ISBN 3-87831-200-8.
- Gesundheit ohne Ausbeutung. Eine Alternative zum gegenwärtigen Gesundheitssystem. Verlag Neue Gesellschaft, Bonn 1977. ISBN 3-87831-238-5.
- Glücksmomente: eine Autobiografie. Röhrig Verlag, St. Ingbert 2009, ISBN 978-3-86110-472-8
- Friedel Läpple: ‘‘Glücksmomente 2, Ergänzung zu meiner Autobiografie‘‘ Edition Schaumberg, 2023, ISBN 978-3-910306-08-0